# تئودورت
تئودورت (به یونانی: Θεοδώρητος Κύρρου) (زادهٔ ۳۹۳ میلادی – درگذشتهٔ میلادی ۴۵۷) تاریخ‌نگار، نویسندهٔ مذهبی و اسقف مسیحی بود.